# E-shipping
 (juillet 2014).
Le e-shipping (aussi appelé « online shipping ») est le processus de passation de commande d'une prestation de transport (généralement de colis) entièrement réalisée sur Internet. Le bordereau d'expédition est généré instantanément en ligne et l'ordre de ramassage de l'envoi est transmis directement au service des expéditions du transporteur. Les premières sociétés qui ont développé ce type de service sont apparues à la fin des années 1990 aux États-Unis. Depuis lors, le nombre d'offres de e-shipping a fortement progressé dans les pays anglo-saxons grâce notamment à l'essor du commerce électronique.
La plupart des grands intégrateurs (UPS, DHL, FedEx, TNT) ont développé leur propre outil de e-shipping réservé à leurs clients entreprises. En France, La Poste et Chronopost proposent leur offre de e-shipping directement aux particuliers depuis 2006.
Le e-shipping a rendu possible un nouveau métier, celui de la comparaison et de l’intermédiation en ligne de prestations de livraison. Plusieurs sociétés de e-shipping (sites de e-shipping), tournées vers les petites entreprises ou les particuliers, se sont ainsi développées rapidement à la fin des années 1990.
Le e-shipping peut s'appliquer à l'ensemble des prestations de transport de marchandises (plis, colis, objets lourds ou encombrants, palettes, conteneurs) et concerne l'ensemble des acteurs du transport (intégrateurs express, opérateurs postaux, sociétés de course urbaine, réseaux de points relais, messagerie rapide, fret routier, aérien ou maritime etc.).

## Voir également
- Sendcloud